# Бобрівка (Харківський район)
Бо́брівка — село в Україні, у Харківському районі Харківської області. Населення становить 82 осіб. Село у складі Вільхівської сільської громади.

## Географія
Село Бобрівка знаходиться на відстані 3,5 км від річки Харків. По селу протікає пересихаючий струмок Ольховець із загатами. Поруч проходить автомобільна дорога М03 (E40)) — Харківська окружна дорога, межа міста Харків.

## Історія
Село засноване в 1893 році.
12 червня 2020 року, розпорядженням Кабінету Міністрів України № 725-р «Про визначення адміністративних центрів та затвердження територій територіальних громад Харківської області», увійшло до складу Вільхівської сільської громади.
19 липня 2020 року, в результаті адміністративно-територіальної реформи та ліквідації Харківського району(1923—2020), село увійшло до складу новоутвореного Харківського району.

## Населення

### Мова
Розподіл населення за рідною мовою за даними перепису 2001 року:
| Мова       | Кількість | Відсоток |
| ---------- | --------- | -------- |
| українська | 62        | 75.61%   |
| російська  | 19        | 23.17%   |
| білоруська | 1         | 1.22%    |
| Усього     | 82        | 100%     |

## Економіка
- Молочнотоварна ферма.
- Садове товариство «Малі Бобри».
- Садове товариство «Оріон».
- Садове товариство «Лілія».

## Пам'ятки
- Альошкина балка, ботанічний заказник місцевого значення. Об'єкт природо-заповідного фонду Харківської області загальною площею 6,0 га, знаходиться біля села Бобрівка. Створений в 1991 році. Унікальну для Харківщини ділянку лугового степу, яка збереглася на крутих схилах балки.